# Liste des circonscriptions législatives du Val-d'Oise
Le département français du Val-d'Oise était, depuis sa création le 1er janvier 1968, constitué de cinq circonscriptions législatives, dont le nombre et les limites ont été redéfinis lors du redécoupage électoral de 1986 en passant à neuf, puis de celui de 2010, qui a porté à dix le nombre de sièges de députés.

## Présentation
Avec la réorganisation de la région parisienne en 1964 qui a fondé le département du Val-d'Oise, cinq circonscriptions législatives ont été créées. Cette délimitation est basée sur les cantons nouvellement créés.
Lors des élections législatives de 1986 qui se sont déroulées selon un mode de scrutin proportionnel à un seul tour par listes départementales, le nombre de sièges du Val-d'Oise a été porté de cinq à neuf.
Le retour à un mode de scrutin uninominal majoritaire à deux tours en vue des élections législatives suivantes, a maintenu ce nombre de neuf sièges,.
Le redécoupage des circonscriptions législatives réalisé en 2010 et entrant en application à compter des élections législatives de juin 2012, a augmenté le nombre de circonscriptions du Val-d'Oise, de neuf à dix, en redéfinissant leurs limites.

## Composition des circonscriptions

### Composition des circonscriptions de 1967 à 1986

Carte des circonscriptions du Val d'Oise de 1967 à 1986

À la création du département, le Val-d'Oise comprend cinq circonscriptions regroupant les cantons suivants :
- Première circonscription : L'Isle-Adam - Magny-en-Vexin - Marines - Pontoise

- Deuxième circonscription : Cormeilles-en-Parisis - Taverny

- Troisième circonscription : Argenteuil-Nord - Argenteuil-Centre - Bezons

- Quatrième circonscription : Enghien-les-Bains - Saint-Leu-la-Forêt - Montmorency

- Cinquième circonscription :  Écouen-Lochère - Gonesse - Luzarches - Sarcelles-Centre

### Composition des circonscriptions de 1986 à 2010

Circonscriptions législatives du Val-d'Oise depuis le redécoupage de 1988

À compter du découpage de 1986, le Val-d'Oise comprend neuf circonscriptions regroupant les cantons suivants :
- Première circonscription : Beaumont-sur-Oise - Magny-en-Vexin - Marines - Pontoise - la Vallée-du-Sausseron - Vigny

- Deuxième circonscription : Cergy-Nord - Cergy-Sud - L'Hautil - L'Isle-Adam - Saint-Ouen-l'Aumône

- Troisième circonscription : Beauchamp - Cormeilles-en-Parisis - Herblay - Taverny

- Quatrième circonscription : Argenteuil-Est - Argenteuil-Nord - Argenteuil-Ouest - Bezons

- Cinquième circonscription : Eaubonne - Ermont - Franconville - Saint-Leu-la-Forêt

- Sixième circonscription : Enghien-les-Bains - Saint-Gratien - Sannois - Soisy-sous-Montmorency

- Septième circonscription : Domont - Écouen - Montmorency - Sarcelles-Sud-Ouest - Viarmes

- Huitième circonscription : Garges-lès-Gonesse-Est - Garges-lès-Gonesse-Ouest -  Sarcelles-Nord-Est -  Villiers-le-Bel

- Neuvième circonscription : Gonesse - Goussainville - Luzarches

### Composition des circonscriptions à compter de 2010

Circonscriptions législatives du Val-d'Oise depuis le redécoupage de 2010

Le nouveau découpage électoral a créé une nouvelle circonscription dans le Val-d'Oise, la 10e, par séparation de la 2e du canton de Cergy-Nord et d'une partie de celui de l'Hautil, cette 2e circonscription ayant repris à la 7e le canton de Viarmes. Le département comprend dix circonscriptions, regroupant les cantons suivants :
- Première circonscription (=) : Beaumont-sur-Oise - Magny-en-Vexin - Marines - Pontoise - la Vallée-du-Sausseron - Vigny

- Deuxième circonscription (≠) : Cergy-Sud - l'Hautil (uniquement la commune de Neuville-sur-Oise) - l'Isle-Adam - canton de Saint-Ouen-l'Aumône - Viarmes

- Troisième circonscription (=) : Beauchamp - Cormeilles-en-Parisis - Herblay - Taverny

- Quatrième circonscription (=) : Eaubonne - Ermont - Franconville - Saint-Leu-la-Forêt

- Cinquième circonscription (=) : Argenteuil-Est - Argenteuil-Nord - Argenteuil-Ouest - Bezons

- Sixième circonscription (=) : Enghien-les-Bains - Saint-Gratien - Sannois - Soisy-sous-Montmorency

- Septième circonscription (≠) : Domont - Écouen - Montmorency - Sarcelles-Sud-Ouest

- Huitième circonscription (=) : Garges-lès-Gonesse-Est - Garges-lès-Gonesse-Ouest -  Sarcelles-Nord-Est -  Villiers-le-Bel

- Neuvième circonscription (=) : Gonesse - Goussainville - Luzarches

- Dixième circonscription (+) : Cergy-Nord - l'Hautil (sauf la commune de Neuville-sur-Oise)